# Hiroki Akiyama
Hiroki Akiyama (秋山 裕紀 Akiyama Hiroki?), född 9 december 2000 i Gunma prefektur, är en japansk fotbollsspelare.
Akiyama började sin karriär 2019 i Albirex Niigata.